# Bettina Masuch
Bettina Masuch (* 1964 in Solingen) ist eine deutsche Dramaturgin und Theaterleiterin sowie Künstlerische Leiterin am Festspielhaus St. Pölten.

## Leben und Wirken
Bettina Masuch studierte Germanistik, Philosophie und Angewandte Theaterwissenschaften an der Justus-Liebig-Universität Gießen. Nach Engagements als Dramaturgin am Kaaitheater in Brüssel und am Theaterhaus Jena wechselte sie 1998 an die Berliner Volksbühne am Rosa-Luxemburg-Platz und arbeitete dort als Dramaturgin für Produktionen von Frank Castorf, Christoph Schlingensief und René Pollesch. 2002 war sie als Produktionsdramaturgin für die Choreografin Meg Stuart am Schauspielhaus Zürich tätig. Von 2003 bis 2008 arbeitete sie als Tanzkuratorin für das Berliner Theater Hebbel am Ufer. Bis 2008 war sie Mitglied der Künstlerischen Leitung des Tanzfestivals Tanz im August in Berlin. Von 2009 bis 2013 leitete Masuch das Springdance Festival in Utrecht.
Mit Beginn der Spielzeit 2014/15 bis zur Spielzeit 2021/2022 war Bettina Masuch Intendantin des Tanzhaus NRW in Düsseldorf. Unter ihrer Leitung wurde dieses 2017 mit dem Theaterpreis des Bundes ausgezeichnet. Des Weiteren ist sie Herausgeberin und Autorin von Fachpublikationen und hat Lehraufträge an internationalen Hochschulen. Sie ist außerdem Mitglied im Beirat Theater/Tanz des Goethe-Instituts.
Im Herbst 2022 übernahm Bettina Masuch die künstlerische Leitung am Festspielhaus St. Pölten und folgte in dieser Funktion Brigitte Fürle nach.

## Publikationen
- Bühnen / Räume. Damit die Zeit nicht stehenbleibt. (als Herausgeber), Theater der Zeit, Berlin 2000. ISBN 978-3-934344020.
- Wohnfront 2001–2002. (als Herausgeber), Alexander-Verlag, Berlin 2002. ISBN 978-3-895810787.